# Strada statale 17 ter dell'Appennino Abruzzese
La strada statale 17 ter dell'Appennino Abruzzese (SS 17 ter), anche nota come tangenziale Est dell'Aquila o superstrada di Bazzano, è una strada statale italiana con caratteristiche di superstrada che attraversa la periferia orientale della città nel tratto tra la località Acquasanta e la frazione di Bazzano.
La tangenziale permette il collegamento tra due punti cruciali della viabilità cittadina, vale a dire lo snodo direzionale di Acquasanta, servito dalla vicina uscita sulla autostrada Roma-L'Aquila-Teramo, che permette l'ingresso alla città e l'innesto sulla SS 17 nei pressi di Bazzano, sede dell'omonimo nucleo industriale. Da Bazzano sono facilmente raggiungibili sia le frazioni di Paganica e Monticchio che i centri di Poggio Picenze e San Demetrio ne' Vestini.
In tutto il suo breve tratto la tangenziale si presenta a due corsie per senso di marcia, con un'esigua banchina pavimentata a destra; è classificata come strada extraurbana secondaria e su gran parte dell'arteria vige il limite di 70 km/h
Si è discusso della possibilità di allungare la tangenziale verso sud per permettere l'innesto diretto sulla via Mausonia e quindi sulla SS 684, anche nota come tangenziale Sud dell'Aquila. Nel 2007 il Ministero delle infrastrutture ha comunicato lo stanziamento dei fondi previsti per la realizzazione dello svincolo di Bazzano e della tratta di collegamento con la SS 684. I lavori sono stati interrotti nel 2009 a causa del sisma e lo svincolo è stato infine aperto al traffico il 5 agosto 2015.

## Descrizione

### Percorso
| dell'Appennino Abruzzese |                                                |      |      | |           |
| Tipo                     | Indicazione                                    | ↓km↓ | ↑km↑ | Note                                                                                                 | Provincia |
|                          | L'Aquila                                       | 0,0  | 3,0  | Immissione su SS 17 bis                                                                              | AQ        |
|                          | Gignano                                        | 0,8  | -    | | AQ        |
|                          | autostrada Assergi Campo Imperatore            | -    | 2,3  | Lo svincolo non presenta rampe di uscita in direzione ovest-est e di ingresso in direzione est-ovest | AQ        |
|                          | Gignano                                        | -    | 2,1  | | AQ        |
|                          | Area di servizio                               | 1,3  | -    | Accessibile solo in direzione ovest-est                                                              | AQ        |
|                          | Palombara                                      | 1,5  | -    | Lo svincolo non presenta rampe di uscita in direzione est-ovest                                      | AQ        |
|                          | Bazzano                                        | 2,8  | 0,2  | | AQ        |
|                          | Ovindoli-Rieti-Avezzano Pescara-Chieti-Sulmona | 3,0  | 0,0  | Immissione su SS 684 dir                                                                             | AQ        |